# Grandes éxitos (álbum de Aljadaqui)
Grandes Éxitos es el tercer álbum de estudio de la banda dominicana Aljadaqui y su primer recopilatorio. En el mismo se recoge los primeros once años de la banda.

## Lista de canciones
- 1. Mentirosa
- 2. De Medio La'o
- 3. Se Me Va la Vida
- 4. La Fiebre
- 5. Si Piensas Volver
- 6. Quieres Calor
- 7. Por Ella
- 8. Si la Noche
- 9. Ahora No Estás
- 10. No Queda Más
- 11. Ganas de Amar
- 12. No Me Quiero Casar
- 13. Guaguancó

- Datos: Q5884823